# Wiler bei Utzenstorf
Wiler bei Utzenstorf é uma comuna da Suíça, situada no distrito administrativo de Emmental, no cantão de Berna. Tem 3,82 km² de área e sua população em 2018 foi estimada em 961 habitantes.